# Jevišovice

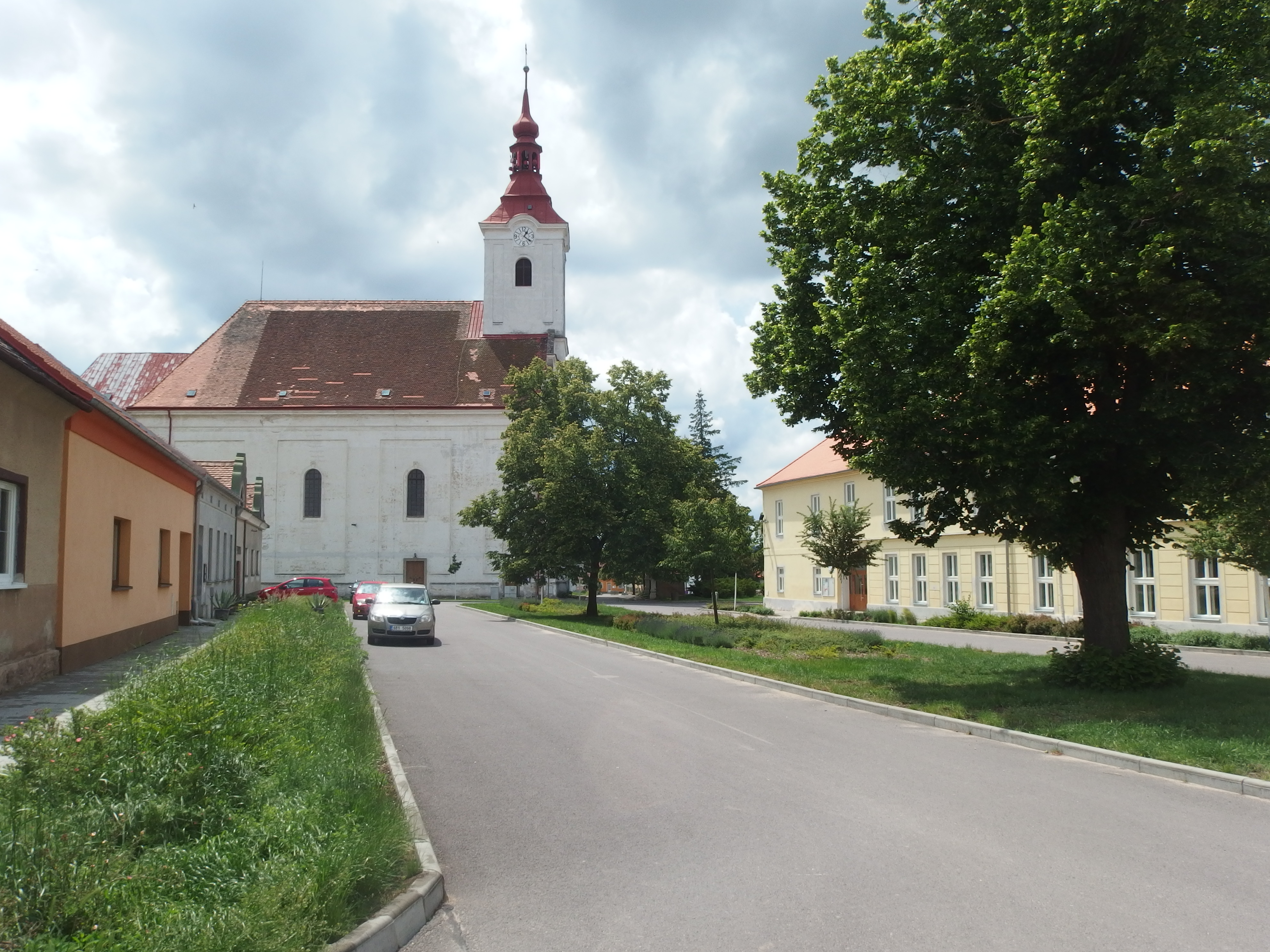
Kirche St. Josef

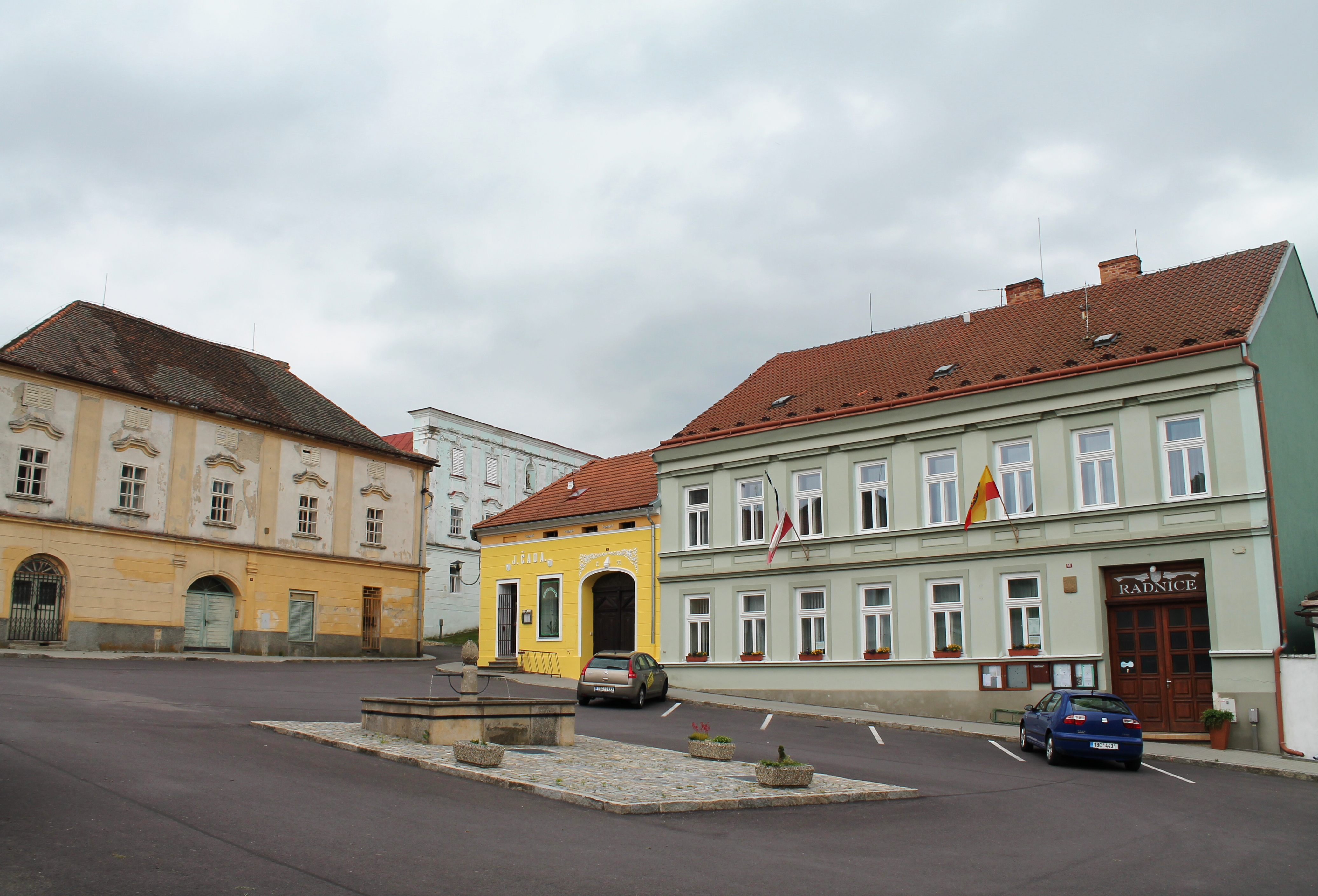
Markt

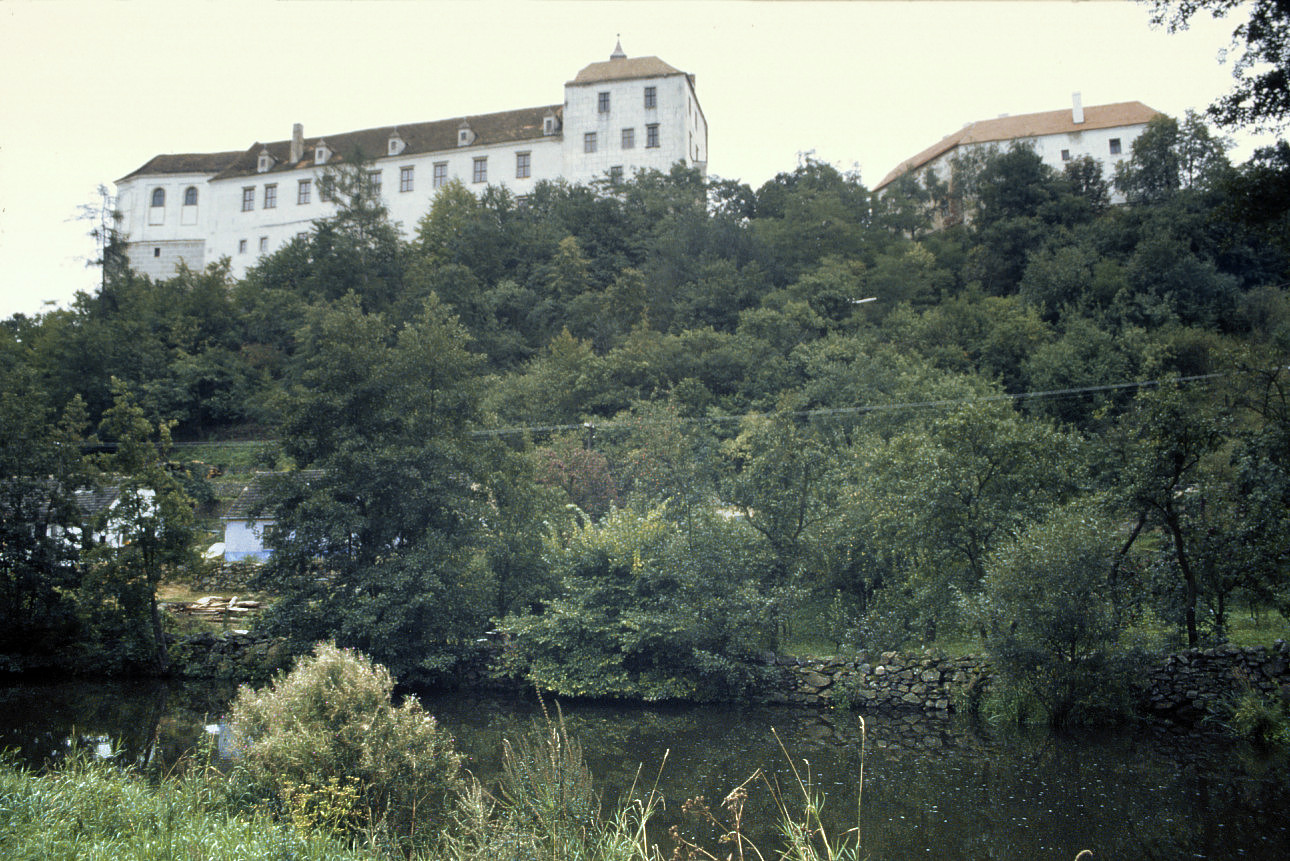
Altes Schloss

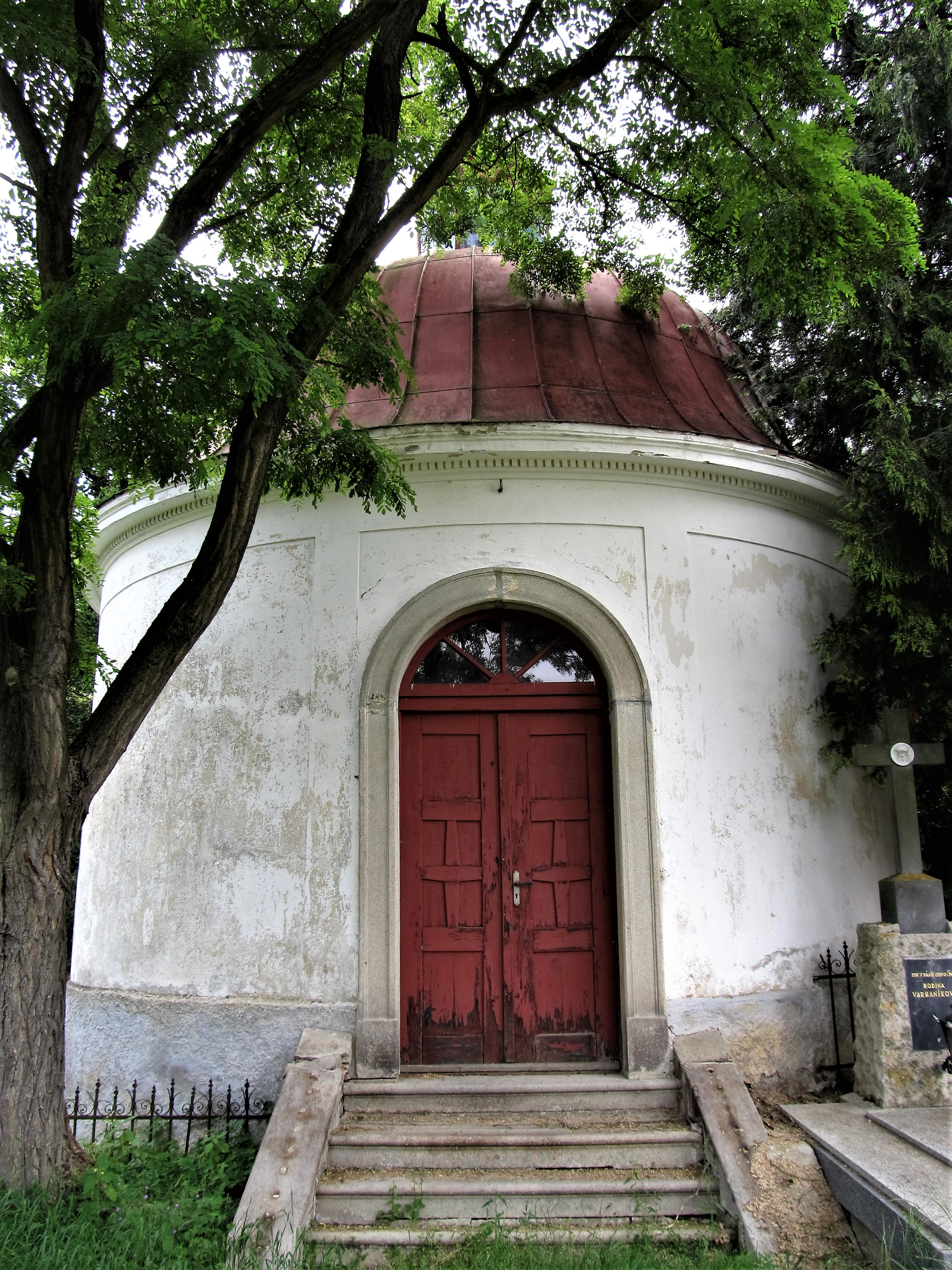
Ugarte-Grabkapelle

Jevišovice (deutsch Jaispitz) ist eine Stadt in Tschechien. Sie liegt 16 Kilometer nördlich von Znojmo und gehört zum Okres Znojmo.

## Geographie
Jevišovice befindet sich gegenüber der Einmündung der Nedveka rechtsseitig über dem tief eingeschnittenen Tal des Jaispitzer Baches in der Jevišovická pahorkatina (Jaispitzer Hügelland) in Südmähren.
Westlich der Stadt wird die Jevišovka in der Talsperre Jevišovice gestaut.
Nachbarorte sind Střelice im Norden, Slatina im Nordosten, Ratišovice und Černín im Osten, Bojanovice im Süden, sowie Boskovštejn und Jiřice u Moravských Budějovic im Westen.

## Geschichte
Eine Vielzahl archäologischer Funde und die Entdeckung einer frühzeitlichen Burgstätte durch Jaroslav Palliardi und František Vildomec belegt eine durchgängige Besiedlung des Stadtgebietes zwischen der Jungsteinzeit und La-Tène-Zeit, die als Jevišovicer Kultur (Jaispitzer Kultur) bezeichnet wird.
Nach 1277 ließ Boček von Zbraslav und Obřany, der Begründer des Jevišovicer Familienzweigs der Herren von Kunstadt linksseitig über dem Tal der Jevišovka eine Burg errichten. Erste urkundliche Nachweise stammen aus dem Jahre 1289, als Boček von seinem Bruder Kuna das Prädikat von Jevišovice verwendeten. Die Burg war zu Beginn des 15. Jahrhunderts Sitz des als Dürrteufel (Suchý Čert) bekannten Raubritters Hynek Jevišovický von Kunstadt, der 1404 Znaim einnahm. Zusammen mit dem Falken Johann Sokol von Lamberg trieb der Dürrteufel bis zu seinem Tode im Jahre 1408 in Mähren und dem Marchfeld sein Unwesen und widersetzte sich erfolgreich gegen die Truppen Kaiser Sigismunds und Herzog Albrechts V. Unter seinen Söhnen Sezema Zajímač, Boček und Jan Dürrteufel wurde die Burg ein Sitz der Hussiten. 1421 eroberte Albrecht V. die Burg und ließ sie schleifen. Danach konnten die Hussiten Jevišovice nochmals bis 1431 halten. Ab 1448 wurde die alte Burg als wüst bezeichnet.
Anstelle der zerstörten Burg entstand um 1432 auf der gegenüberliegenden Seite über dem Tal eine neue Burg, die im 16. Jahrhundert zum Renaissanceschloss umgebaut wurde.
Im Jahre 1587 wurde der Karl II. von Münsterberg Besitzer der Herrschaft Jaispitz. 1619 eroberte General Heinrich von Dampierre Jaispitz. 1628 wurde eine Brauerei gegründet. Mit dem Tode von Karl Friedrich von Münsterberg-Oels erlosch 1647 die Linie Münsterberg der Herren von Podiebrad und das Erbe fiel an Silvius Nimrod von Württemberg. Dieser trat die Herrschaft Jaispitz an Kaiser Ferdinand III. ab, um das Herzogtum Oels zu erhalten. 1649 erwarb der französische Marschall Jean-Louis Raduit de Souches die Herrschaft und kaufte 1665 noch Hösting und Boskenstein sowie 1679 Platsch hinzu.
Nach dessen Tode im Jahre 1682 erbte sein nachgeborener Sohn Karl Ludwig de Souches Jaispitz, während der erstgeborene und für blödsinnig erklärte Johann Ludwig die Güter Hostim, Boskovštejn und Plaveč zugesprochen bekam. 1685 wurde die Herrschaft zum Familienfideikommiss. Nach Johann Ludwigs Tod fielen die Güter wieder zum Fideikommiss. 1721 erfolgte der Verkauf von Hostim mit Boskovštejn an Konstantin Karl Joseph von Gatterburg.
Im 18. Jahrhundert war Prokop Diviš Gast auf dem Schloss und soll dort auch eine heimliche Liebe gehabt haben. Mit dem Tode von Karl Joseph de Souches erlosch 1736 die mährische Linie der Familie und das Erbe fiel an Marie Wilhelmine de Souches, die die Herrschaft ihrem Mann Johann Nepomuk Graf Ugarte verkaufte.
Die Grafen Ugarte hielten Jaispitz bis 1879. Nach dem Tode von Maximilian Graf Ugarte teilten seine Schwestern Gabriela Lovatelli und Anna Baltazzi 1879 den Besitz. Karl Graf Lovatelli errichtete im Tiergarten anstelle des barocken Jagdschlösschens das neogotische Neue Schloss.
Zwischen 1894 und 1897 wurde die Talsperre an der Jevišovka errichtet. Dieses von italienischen Ingenieuren projektierte Bauwerk war der erste steinerne Staudammbau in Mähren.
1897 verkaufte Anna Baltazzi, der das Alte Schloss gehörte, ihren Anteil an den Wiener Bankier und Großgrundbesitzer Robert Simon Freiherr Biedermann von Túrony (ein Enkel von Michael Lazar Biedermann, 1849–1920), der im selben Jahre auch die andere Hälfte aufkaufte. 1916 erwarb der Wiener Industrielle Wilhelm Ritter Ofenheim von Ponteuxin beide Schlösser, und von 1932 bis 1945 gehörten sie der Familie Larisch-Mönnich. 1921 hatte die Stadt 1200 Einwohner.
Der Stadtkern von Jevišovice wurde 1990 zur städtischen Denkmalszone erklärt. Seit dem 23. Jänner 2007 besitzt Jevišovice Stadtrechte.

## Sehenswürdigkeiten
- Altes Schloss Jevišovice, Renaissancebau, Abteilung des Mährischen Landesmuseums
- Neues Schloss Jevišovice, neogotischer Bau aus dem Jahre 1879, umgeben von einem englischen Park
- Kelchdenkmal auf dem Hügel Žalov, errichtet 1924
- wüste Burg Jevišovice
- Grabkapelle der Grafen Ugarte
- Kirche St. Josef, erbaut 1830, im Innern befindet sich eine Orgel von Anton Richter aus Brünn aus dem Jahre 1748
- Barocker Speicher, als Kultur- und Sportzentrum genutzt
- Statuen des Hl. Florian und Johannes von Nepomuk
- Pfarrhaus
- Marktbrunnen
- Talsperre Jevišovice

## Söhne und Töchter der Stadt
- Johann Venuto (1746–1833), böhmischer Geistlicher, Aquarellist, Zeichner und Kartograf